# 耐久財のディレンマ
耐久財のディレンマ（たいきゅうざい - ）とは、「耐久財は売買市場とレンタル市場を持ち、どちらか一方の市場では需給による価格調整が機能しなくなる」という現象のこと。
森嶋通夫は次のように説明している。
耐久財のレンタル業者は、利子率 iと純収入率が等しくなるように価格設定する。すると、耐久財売買価格Pとレンタル価格 pは利子率 iと消耗率の和を係数とした比例関係でなければならない［p＝（i＋消耗率）×P］ため、仮にレンタル市場での価格が市場での需給関係によって決まったとすると、売買価格のほうは市場での需給と無関係に決まってしまう。逆に、売買価格が需給によって決まった場合、レンタル価格のほうが需給と無関係に決まってしまう。ゆえに、耐久財の多い現代経済ではセイの法則が成立しにくくなり、総需要不足・失業が発生しやすくなる。